# Gustav Stracke
Gustav Stracke (* 2. Juli 1887 in Haßlinghausen, Westfalen; † August 1943) war ein deutscher Astronom.
Stracke wurde 1911 als Mitarbeiter am Astronomischen Rechen-Institut in Berlin-Dahlem eingestellt. Ab 1920 arbeitete er dort als Beobachter. Von 1926 an war er als Professor an diesem Institut tätig. Stracke machte zahlreiche Vorschläge für die Benennung von astronomischen Objekten wie Asteroiden, von denen viele umgesetzt wurden.

## Nach Stracke benannte Asteroiden
Stracke hatte darum gebeten, dass kein Asteroid nach ihm benannt werden sollte. Ungeachtet dessen benannte Karl Wilhelm Reinmuth den 1924 entdeckten Asteroiden (1019) Strackea zu seinen Ehren. Reinmuth umging die Bitte weitere Male: Der Name des Asteroiden (1201) Strenua (von strenuus lateinisch: tüchtig) bezog sich auf Stracke. Die Asteroiden 1227 bis 1234 bedachte er mit Namen, deren Anfangsbuchstaben G STRACKE ergeben.

## Von Stracke benannte Asteroiden
- (1187) Afra
- (1042) Amazone – nach dem Fluss
- (1041) Asta – vermutlich
- (1043) Beate – vermutlich
- (1182) Ilona
- (1374) Isora
- (1183) Jutta
- (1044) Teutonia – nach dem Volk

## Schriften
- Bahnbestimmung der Planeten und Kometen. Springer, Berlin 1929
- Die Bahn des Planeten 887 Alinda. Astronomisches Rechen-Institut, Berlin-Dahlem 1933
- Über die Bahn des Reinmuthschen Planeten 1932 HA. Astronomisches Rechen-Institut, Berlin-Dahlem 1933
- Tafeln zur theoretischen Astronomie. 2. Auflage, W. Engelmann, Leipzig 1934 (1. Auflage bearbeitet von Julius Bauschinger)
- Sollen alle erreichbaren kleinen Planeten beobachtet werden? Barth, Leipzig 1934
- 25 Jahre genäherte Bearbeitung der Bahnen der Kleinen Planeten im Astronomischen Rechen-Institut. Astronomisches Rechen-Institut, Berlin-Dahlem 1935
- Zur Eros-Opposition 1937-38. Astronomisches Rechen-Institut, Berlin-Dahlem 1935
- Über den Einfluss der Fehler der Erdbahn auf die Bahn eines erdnahen Planeten. Astronomisches Rechen-Institut, Berlin-Dahlem 1936
- Neue Grundlagen zur Berechnung ausführlicher Ephemeriden von 1 Ceres, 2 Pallas, 3 Juno. Astronomisches Rechen-Institut, Berlin-Dahlem 1937
- Identifizierungsnachweis der Kleinen Planeten : 1.1.1801 - 1.4.1938. Verlag der Akademie der Wissenschaften, Berlin 1938
- Die Eros-Bewegung von 1930 bis 1940. Verlag der Akademie der Wissenschaften, Berlin 1940